# Wasserturm Brunsbüttel
| Wasserturm Brunsbüttel           | Wasserturm Brunsbüttel                         |
| Wasserturm                       | Wasserturm                                     |
| Daten                            | Daten                                          |
| -------------------------------- | ---------------------------------------------- |
| Baujahr:                         | 1911                                           |
| Turmhöhe:                        | 38 m                                           |
| Nutzhöhe:                        | 28 m                                           |
| Behälterart:                     | Barkhausen                                     |
| Volumen des Behälters:           | 300 m³                                         |
| Ursprüngliche Nutzung:           | Wasserversorgung der Stadt nördlich des Kanals |
| Betriebszustand:                 | stillgelegt                                    |
| Denkmalschutz:                   | Kulturdenkmal von besonderer Bedeutung         |
| Behälterbereich mit Treppenerker |                                                |

Der Wasserturm von Brunsbüttel steht an der Ostermoorer Straße, weniger als 200 m nordwestlich des Nord-Ostsee-Kanals. Er ist von einer Grünanlage umgeben. Das 38 m hohe Bauwerk grenzt heute an die Neubauten der Westküstenklinik, die er nur wenig überragt.

## Bauwerk
Der in seiner Grundform zylindrische Backsteinbau ist im unteren Teil durch Mauernischen aufgelockert. Sie beginnen oberhalb des Erdgeschosses flach und vertiefen sich nach oben hin kontinuierlich. Im Innern entsteht so eine leicht konische Form. Die Nischen enden unterhalb des Behälterbereichs mit je einem dreieckigen Abschluss. Zwischen den Dreiecken sind Medaillons aus Ziermauerwerk eingefügt.
Nach oben schließt sich der Behälterbereich mit zwei übereinander liegenden Fensterreihen an. An der Nordwestseite ist ein kleiner Treppenerker angebracht, der es ermöglicht, an der Behälterstütze vorbei nach oben zu gelangen. Das pfannengedeckte Kegeldach ist mansarddachartig abgestuft, im unteren Bereich steiler als im oberen.
Im Innern – hinter den oberen Fensterreihen – befindet sich ein Barkhausen-Behälter mit einem Fassungsvermögen von 300 m³. Er ist 7,10 m hoch und hat einen Durchmesser von 4 m.

## Geschichtliches zur Wasserversorgung Brunsbüttels
Nach dem Beschluss zum Bau des Nord-Ostsee-Kanals im Jahr 1886 entwickelte sich der Ort rasant. 1893 entstand eine zentrale Wasserversorgung mit dem Wasserwerk Kudensee und einem neu erbauten Wasserturm an der Festgestraße.
Entworfen hat den Wasserturm der Regierungs-Baumeister Ewald Klatt.
Der Bau und die Erweiterung des Kanals zerteilte die Stadt in zwei Bereiche, was schließlich zwei getrennte Wasserversorgungsnetze erforderte. Der alte Wasserturm lag im Süden des Kanals, während die Stadt im Norden planmäßig vergrößert wurde. Dort baute die Kanalverwaltung Wohnhäuser für Kanalbedienstete und Arbeiter. Im Zuge des Ausbaus entstand 1911 für den nördlichen Stadtteil auch der beschriebene neue Wasserturm an der Ostermoorer Straße.
Der alte Wasserturm versorgte den südlichen Ortsteil noch bis 1967. Eine unter dem Kanal hindurchgeführte Trinkwasserdruckleitung machte ihn überflüssig, sodass er 1969 gesprengt wurde.

## Ausblick
Auch der neue Wasserturm wird nicht mehr genutzt, er steht jedoch als Kulturdenkmal von besonderer Bedeutung unter Denkmalschutz. Eine Privatperson kaufte ihn 2007, die weitere Nutzung des Gebäudes ist nicht geklärt.